# Vita da strega
Vita da strega (Bewitched) è una sitcom statunitense per la televisione prodotta dalla Screen Gems tra il 1964 e il 1972 e trasmessa originariamente per otto stagioni dall'emittente ABC.
Racconta di una strega che sposa un comune mortale e giura di condurre la vita di ogni tipica casalinga suburbana. La sitcom gioca sul fatto che solo il consorte conosce gli straordinari poteri della donna e della loro piccola figlia.
La serie ha goduto di grande popolarità, finendo al secondo posto dei programmi televisivi più seguiti negli Stati Uniti durante la sua stagione d'esordio, rimanendo nei primi dieci nelle sue prime tre stagioni e mancando questo risultato con un undicesimo posto per le stagioni quattro e cinque. Lo spettacolo continua a essere visto in tutto il mondo in syndication.
Nel 2002 Vita da strega è stata classificata al 50º posto nella classifica I migliori 50 spettacoli televisivi di tutti i tempi. Nel 1997, la stessa rivista ha classificato l'episodio della seconda stagione Divided He Falls al 48º posto della loro lista dei 100 episodi più grandi di tutti i tempi.

## Trama
Una strega di nome Samantha incontra e sposa un mortale di nome Darrin Stephens. Mentre Samantha asseconda il desiderio di Darrin di diventare una normale casalinga suburbana, la sua famiglia magica disapprova il matrimonio e spesso interferisce nella vita della coppia. Gli episodi iniziano spesso con Darrin che diventa vittima di un incantesimo, i cui effetti gli provocano guai con altri mortali come il suo capo, i clienti, i genitori e i vicini ma alla fine di ogni episodio tutto si risolve sempre nel migliore dei modi.

## Episodi
| Stagione         | Episodi | Prima TV originale | Prima TV Italia        |
| ---------------- | ------- | ------------------ | ---------------------- |
| Prima stagione   | 36      | 1964-1965          | 1967-1979 (incompleta) |
| Seconda stagione | 38      | 1965-1966          | 1979 (incompleta)      |
| Terza stagione   | 33      | 1966-1967          | 1979                   |
| Quarta stagione  | 33      | 1967-1968          | 1979                   |
| Quinta stagione  | 30      | 1968-1969          | 1979                   |
| Sesta stagione   | 30      | 1969-1970          | 1979                   |
| Settima stagione | 28      | 1970-1971          | 1979                   |
| Ottava stagione  | 26      | 1971-1972          | 1979                   |

## Personaggi

### Personaggi principali
- Samantha Stephens, interpretata da Elizabeth Montgomery (s. 1-8): protagonista della serie è sposata con Darrin. Samantha è una strega ma ha rivelato a Darrin (che è un mortale) la sua vera natura solo dopo averlo sposato. Darrin, dopo uno shock iniziale, decide comunque di rimanere con Samantha in quanto la ama ma con la promessa, da parte sua, di non ricorrere più alla magia. Questa promessa verrà più volte infranta da Samantha nel corso della serie, nella maggior parte dei casi, per rimediare a incantesimi scagliati da suoi parenti (il più delle volte proprio nei confronti di Darrin). Donna intelligente e generosa, ama molto il marito e non esita mai a difenderlo anche davanti ai suoi parenti.
- Darrin Stephens, interpretato da Dick York (s. 1-5) e da Dick Sargent (s. 6-8): è il marito di Samantha. Non ha poteri e per questo è il bersaglio preferito di quasi tutti i parenti di Samantha, che avrebbero voluto vederla sposata con un potente stregone. Subisce spesso dispetti o perfidi incantesimi da parte dei parenti di Samantha ma l'amore che ha per lei lo porta ogni volta a scegliere di continuare a vivere in quel bizzarro contesto. Lavora presso la McMann & Tate come agente pubblicitario.
- Endora, interpretata da Agnes Moorehead (s. 1-8): è la mamma di Samantha, ostile fin dall'inizio al matrimonio con Darrin. Col tempo, imparerà ad apprezzarlo e a volergli bene ma, fino alla fine, continuerà a renderlo vittima dei suoi scherzi, cacciandolo nei guai molto spesso. Donna dispettosa, furba, bugiarda e manipolatrice, è temuta dalla maggior parte dei suoi conoscenti per le sue abilità magiche. Spesso è in viaggio in diverse città del mondo per piacere e per soddisfare tutti i suoi desideri. È sposata con Maurice, il padre di Samantha, ma i due non vivono più insieme e si sopportano a stento.
- Tabatha Stephens, interpretata dalle gemelle Erin e Diane Murphy (s. 2-8): è la primogenita di Darrin e Samantha. Come la mamma, anche lei è una strega e utilizza incantesimi, pur sapendo che i genitori non approvano stregonerie.
- Adam Stephens, interpretato dai gemelli David e Greg Lawrence (s. 6-8): è il secondo figlio di Darrin e Samantha. Al contrario della sorella, è un mortale, come il padre.

### Personaggi ricorrenti
- Larry Tate, interpretato da David White (s. 1-8): è il principale di Darrin nell'agenzia pubblicitaria. I due sono grandi amici anche se Larry è molto attaccato al denaro e spesso lascia che questo suo attaccamento prevarichi sull'amicizia che ha con Darrin. Opportunista e profittatore, spesso usa Darrin e Samantha, diventando anche molto molesto nei loro confronti. Non ha un grande talento nel suo lavoro e spesso viene salvato proprio dalle idee di Darrin e dalla furbizia di Samantha.
- Louise Tate, interpretata da Irene Vernon (s. 1-2) e da Kasey Rogers (s. 3-8): è la moglie di Larry Tate. Sopporta lo spigoloso carattere del marito alzando spesso il gomito. Col tempo diverrà una grande amica e confidente di Samantha.
- Gladys Groober in Kravitz, interpretata da Alice Pearce (s. 1-2) e da Sandra Gould (s. 3-8): è la vicina di casa degli Stephens. Indisponente e ficcanaso, si reca spesso dagli Stephens con la scusa di farsi riempire un barattolo di zucchero, per curiosare su ciò che avviene in casa. Grazie al suo curiosare infatti, più volte ha visto Samantha e i suoi parenti fare magie. Ogni volta che succede, corre a chiamare suo marito Abner, che sostiene sia una pazza che inventa aneddoti: puntualmente, all'arrivo di Abner, Samanta ha già sistemato tutto e così, la signora Kravitz è sempre l'unica a continuare a sostenere che in casa Stephens accadano strani episodi.
- Abner Kravitz, interpretato da George Tobias (s. 1-8): è il marito di Gladys che sostiene che gli Stephens siano persone normali e che la moglie, che invece sostiene che abbiano poteri sovrannaturali, sia una pazza e un'impicciona. Sopporta a malapena la moglie e la sua famiglia ma in rarissime occasioni ha preso le sue difese dimostrando di amarla, anche se, secondo lui, pazza ed egocentrica.
- Phillys Stephens, interpretata da Mabel Albertson (s. 1-8): è la mamma di Darrin. Quando Darrin sposa Samantha, Phillys teme di non essere più utile a nessuno. A volte le è capitato di vedere Samantha o qualche suo parente eseguire qualche incantesimo. Fortunatamente, soffrendo di una forte emicrania, ogni volta si convince di accusare un gran mal di testa. Non è in buoni rapporti con Endora che, ovviamente, fa di tutto per stuzzicarla.
- Frank Stephens, interpretato da Robert F. Simon (s. 1-2) e da Roy Roberts (s. 3-8): è il padre di Darrin e marito di Phillys. Ha un rapporto di simpatia con Endora, con la quale condivide la passione per il teatro. In realtà, l'unico scopo di Endora è quello di far ingelosire Phillys e far litigare i due.
- Zia Clara, interpretata da Marion Lorne (s. 1-4): è la bizzarra ed eccentrica zia di Samantha. Stravagante e pasticciona, è l'unica della famiglia di Samantha ad accettare Darrin fin da subito, convinta che l'amore che i due provano sia più importante dell'essere o meno stregoni. È molto anziana e dimentica molto spesso le sue formule, mettendo nei pasticci Samantha e Darrin. Ha un cattivo rapporto con Endora che la prende in giro continuamente per non saper più padroneggiare i suoi poteri. Donna molto disponibile e accomodante, sa essere ferma e decisa quando qualcuno dei suoi cari è in pericolo o viene maltrattato.
- Zio Arthur, interpretato da Paul Lynde (s. 2-8): è lo scherzoso e divertente zio di Samantha. Fratello di Endora, i due spesso litigano scagliandosi incantesimi l'uno contro l'altro. Zio Arthur non prova particolare affetto né stima verso Darrin, ma spesso si dimostra suo complice per amore di Samantha o per coalizzarsi contro Endora.
- Esmeralda, interpretata da Alice Ghostley (s. 6-8): è la cameriera assunta dagli Stephens per l'arrivo del piccolo Adam. Pasticciona e lunatica, è molto spesso autrice di pasticci dovuti alla sua incapacità di utilizzare la magia, che mettono nei guai Darrin e Samantha. Quando è impaurita o sotto pressione scompare e questo avviene soprattutto quando vede arrivare Darrin.
- Maurice, interpretato da Maurice Evans (s. 1-8): è il padre di Samantha e marito di Endora. Vive in giro per il mondo e mal sopporta Endora e la sua famiglia (fatta eccezione per Zia Clara, verso la quale dimostra affetto e simpatia). Donnaiolo e fanatico, gioca spesso scherzi a Darrin. Samantha tuttavia, lo ammira molto e lo chiama in suo aiuto quando è davvero in pericolo o in grande difficoltà. Fu proprio Maurice a difendere Samantha e Darrin da Endora, Agatha e Incantesimo quando volevano rapire Tabatha. Infatti, Maurice è uno dei pochi a saper tener testa a Endora.
- Serena, interpretata da Elizabeth Montgomery (s. 2-8): è la cugina di Samantha. Le due si somigliano moltissimo (sono difatti interpretate entrambe dalla Montgomery) e questo spesso è causa di fraintendimenti, più o meno voluti, da parte di chi le vede. Serena è una ragazza libertina e tenta sempre di sedurre gli uomini che incontra, tra cui Darrin, che cerca spesso di adescare fingendosi Samantha. Ha un rapporto spesso conflittuale con Samantha e soprattutto con Darrin.
- Dottor Bombay, interpretato da Bernard Fox (s. 2-8): è il medico della famiglia di Samantha. Donnaiolo e supponente, si vanta spesso di essere il miglior medico per stregoni. Ogni volta che viene chiamato da Samantha o da un suo parente, lamenta di esser stato disturbato in un momento improbabile (mentre era con una donna, mentre praticava sport assurdi, mentre faceva il bagno, ...).
- Zia Agatha, interpretata da Reta Shaw (s. 2-8): è una delle zie di Samantha, sorella di Endora. Dirige una scuola di magia.
- Zia Incantesimo, interpretata da Estelle Winwood (s. 2-8): è una delle zie di Samantha, sorella di Endora. Lavora come insegnante nella scuola di magia di Agatha.
- Bertha, interpretata da Reta Shaw (s. 1): è un'amica di Endora e di zia Agatha con la quale le due vanno spesso in viaggio, talvolta trascinando dietro anche Zia Clara.

## Produzione

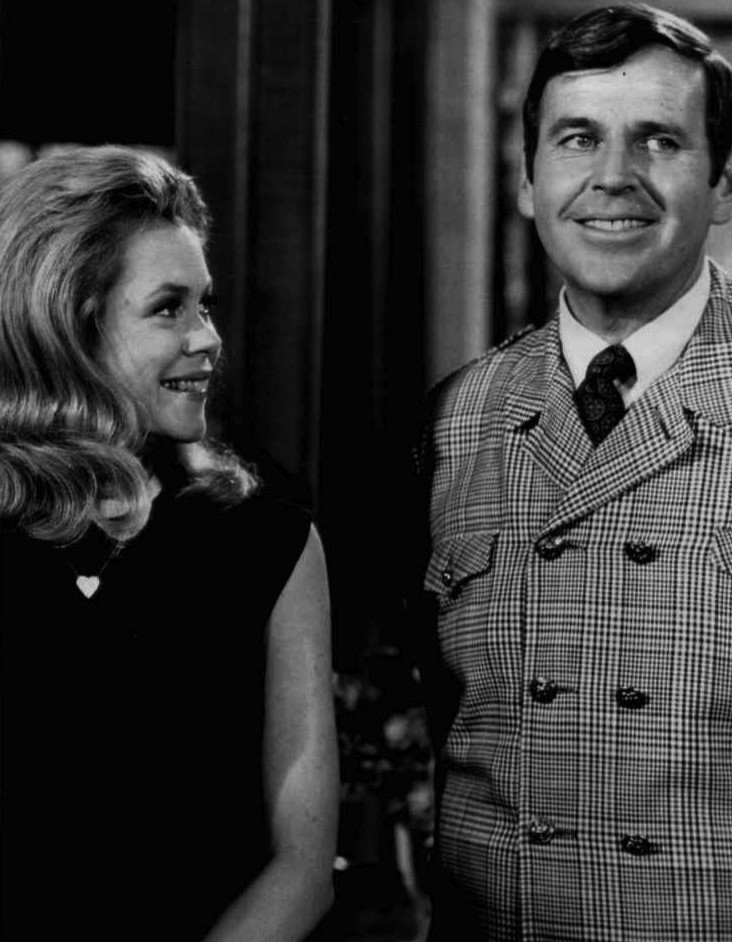
Elizabeth Montgomery e Paul Lynde nel ruolo di Zio Arthur (1968)

Vita da strega è stata creata da Sol Saks sotto il direttore esecutivo Harry Ackerman ed è stata interpretata da Elizabeth Montgomery nel ruolo di Samantha Stephens; Dick York (1964-1969) nel ruolo di Darrin Stephens, suo marito; Agnes Moorehead come Endora, la madre di Samantha; David White nei panni di Larry Tate, il capo di Darrin; Irene Vernon (1964-1966) e successivamente Kasey Rogers (1966-1972) nel ruolo di Louise Tate, la moglie di Larry; Alice Pearce (1964-1966) nel ruolo di Gladys Kravitz; George Tobias (1964-1971) come suo marito Abner Kravitz; ed Erin Murphy (1966-1972) come Tabatha Stephens. Dick Sargent ha sostituito York nelle ultime tre stagioni (1969-1972). Nel 1966, Sandra Gould rilevò la parte di Gladys Kravitz (1966-1971) quando morì Alice Pearce. Il cast di attori ricorrenti comprendeva Maurice Evans nei panni di Maurice, il padre di Samantha; Marion Lorne nei panni di zia Clara, zia di Samantha (1964-1968); Alice Ghostley nei panni di Esmeralda, la baby sitter di Samantha (1969-1972); Paul Lynde nel ruolo di Arthur, lo zio di Samantha (1965-1971); Mabel Albertson nel ruolo della madre di Darrin, Phyllis Stephens (1964-1971); e Robert F. Simon e Roy Roberts che si alternarono nel ruolo di Frank Stephens, padre di Darrin (1964-1971).
Sol Saks, accreditato come il creatore dello show, ha scritto l'episodio pilota di Vita da strega anche se non venne coinvolto nello show dopo il pilot. Il creatore Saks, il produttore esecutivo Harry Ackerman e il regista William Asher hanno iniziato le prove per l'episodio pilota il 22 novembre 1963; la stessa data dell'assassinio di John F. Kennedy. Asher si sentì personalmente influenzato dall'evento perché egli conosceva Kennedy; aveva infatti prodotto la festa di compleanno televisiva del 1962 nella quale Marilyn Monroe cantò "Happy Birthday, Mr. President". Ma lo spettacolo doveva andare avanti. L'episodio pilota riguardava "la destabilizzazione occulta della vita conformista di un pubblicitario mobile verso l'alto". Per quel primo episodio, "Giuro: sono una strega", l'attore Premio Oscar José Ferrer venne usato come narratore. Il produttore e sceneggiatore della prima stagione Danny Arnold ha impostato lo stile iniziale e il tono della serie e ha anche contribuito a sviluppare personaggi di supporto come Larry Tate e i Kravitz. Arnold, che ha scritto su Un equipaggio tutto matto e altri show, ha pensato Vita da strega essenzialmente come una commedia romantica su un matrimonio misto; i suoi episodi hanno ridotto al minimo l'elemento magico. Uno o due incantesimi guidavano la trama, ma Samantha spesso risolveva i problemi senza usare la magia. Molti degli episodi della prima stagione erano allegorici, usavano situazioni soprannaturali come metafore per i problemi che una giovane coppia avrebbe dovuto affrontare. Arnold affermò che i due temi principali della serie erano il conflitto tra una donna potente e un marito che non poteva occuparsi di quel potere, e la rabbia della madre di una sposa nel vedere sua figlia sposarsi contro il suo parere. Sebbene lo show sia stato un successo fin dall'inizio, finendo il suo primo anno al secondo posto degli show più seguiti negli Stati Uniti, l'ABC voleva più trame magiche e più farsesche, causando battaglie tra Arnold e la rete.
Con la sua prima stagione, Vita da strega è stato lo show numero uno dell'American Broadcasting Company e la sitcom migliore tra tutte e tre le reti. Era secondo in classifica solo a Bonanza. Vita da strega veniva trasmesso alle 9 di sera del giovedì, era preceduto da un'altra sitcom, Io e i miei tre figli, ed era seguito dalla soap opera Peyton Place. Arnold lasciò lo show dopo la prima stagione, lasciando i doveri di produzione al suo amico Jerry Davis, che aveva già prodotto alcuni degli episodi della prima stagione (anche se Arnold stava ancora supervisionando la sceneggiatura). La seconda stagione fu prodotta da Davis e con Bernard Slade come head writer, con incomprensioni e farse che divennero un elemento più prevalente ma includevano ancora un numero di episodi più bassi in cui l'elemento magico non era anteriore e centrale. Con la terza stagione e il passaggio al colore, Davis lasciò lo show e fu sostituito come produttore da William Froug. Anche Slade se ne andò dopo la seconda stagione. Secondo l'autobiografia di William Froug, William Asher (che aveva diretto molti episodi) voleva diventare produttore quando Jerry Davis se ne andò, ma la compagnia di produzione non era ancora pronta ad approvare l'idea. Froug, ex produttore di L'isola di Gilligan e dell'ultima stagione di Ai confini della realtà, è stato portato come compromesso. Per sua stessa ammissione, Froug non aveva molta familiarità con Vita da strega e si trovò nella scomoda posizione di esserne il produttore ufficiale, anche se Asher stava prendendo la maggior parte delle decisioni creative. Dopo un anno, Froug ha lasciato lo show, e Asher ha preso il posto di produttore a tempo pieno della serie per il resto della sua corsa. Le prime due stagioni erano andate in onda giovedì alle 9:00, e l'orario venne spostato alle 8:30 poco dopo che era iniziata la terza stagione (1966-1967). Tuttavia, le valutazioni di Vita da strega rimasero alte e si collocarono tra i primi quindici show durante la stagione 1968-69. È stato il settimo show di maggior successo nelle stagioni televisive '65–'66 e '66–'67. Allo stesso modo, fu il numero 11 per i due anni seguenti.

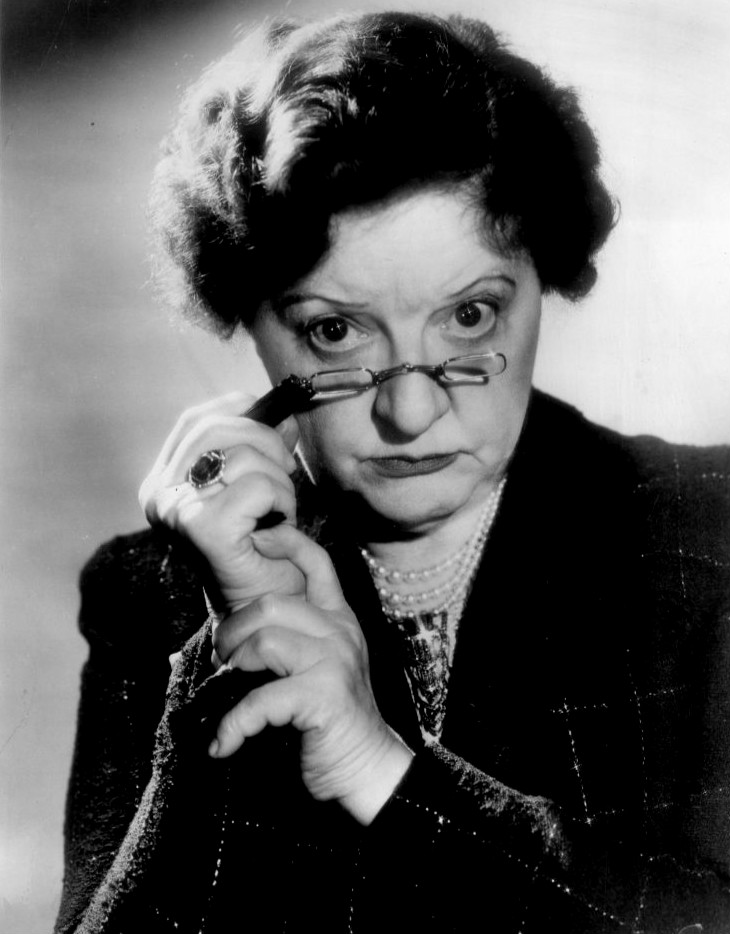
Marion Lorne nel ruolo della bizzarra zia di Samantha, Zia Clara

A quel tempo, lo spettacolo aveva vinto tre Emmy Awards. William Asher ha vinto il Primetime Emmy Award per la miglior regia per una serie commedia nel 1966. Alice Pearce ha vinto postumo il Primetime Emmy Award per la miglior attrice non protagonista in una serie commedia per il ruolo di Gladys Kravitz e Marion Lorne ha vinto lo stesso premio postumo nel 1968 per il ruolo di zia Clara. I produttori si sono trovati di fronte a come affrontare la morte di entrambe queste attrici. Quando la Pearce morì nella primavera del 1966, erano rimasti da girare solo alcuni episodi della seconda stagione. Mary Grace Canfield è stata ingaggiata per interpretare la cognata di Gladys, Harriet Kravitz in quattro episodi. La comica Alice Ghostley è stata contattata per assumere il ruolo di Gladys nella stagione successiva, ma ha rifiutato il ruolo. Invece, Sandra Gould venne assunta. Marion Lorne non è stata sostituita e il personaggio di Zia Clara non è più comparso dopo la quarta stagione (anche se è stata citata in alcuni episodi all'inizio della quinta stagione). Al suo posto, a partire dal sesto anno dello show, la Ghostley è stata chiamata a interpretare il personaggio di Esmeralda, una strega gentile ma timida e inetta. In un altro notevole cambiamento di casting, Louise Tate, interpretata da Irene Vernon durante le prime due stagioni, è stata in seguito interpretata da Kasey Rogers.
La quinta stagione di Vita da strega (1968-1969) si è rivelata uno spartiacque per la serie in particolare con la morte di Marion Lorne e le frequenti assenze di Dick York in molti episodi. York soffriva di problemi alla schiena ricorrenti, conseguenza di un incidente durante le riprese di Cordura (1959). Di conseguenza, molti episodi hanno visto come protagoniste le sole Samantha e Tabatha con il personaggio di Darrin fuori città per lavoro. Fu durante questo periodo che Serena (l'identica cugina di Samantha, interpretata dalla stessa Montgomery) venne usata più frequentemente. Le riprese di scene che coinvolgono sia Samantha sia Serena sono state realizzate usando Melody McCord, la controfigura della Montgomery. Nel gennaio 1969, durante le riprese dell'episodio "Scacco al mulo", York svenne sul set televisivo per via dell'aggravarsi della sua disabilità e per la sua assuefazione ai farmaci antidolorifici che assumeva. Subito ricoverato in ospedale, dopo una lunga conversazione con il produttore-regista William Asher, York decise di abbandonare la serie. Più o meno in quello stesso periodo, Montgomery e Asher annunciarono che stavano aspettando un altro bambino e fu deciso che anche Samantha e Darrin avrebbero avuto un altro figlio nell'autunno di quell'anno. Sullo schermo, Samantha dice a Darrin al telefono la notizia della sua seconda gravidanza. Quello stesso mese, Dick Sargent venne scelto per interpretare Darrin a partire dalla sesta stagione.

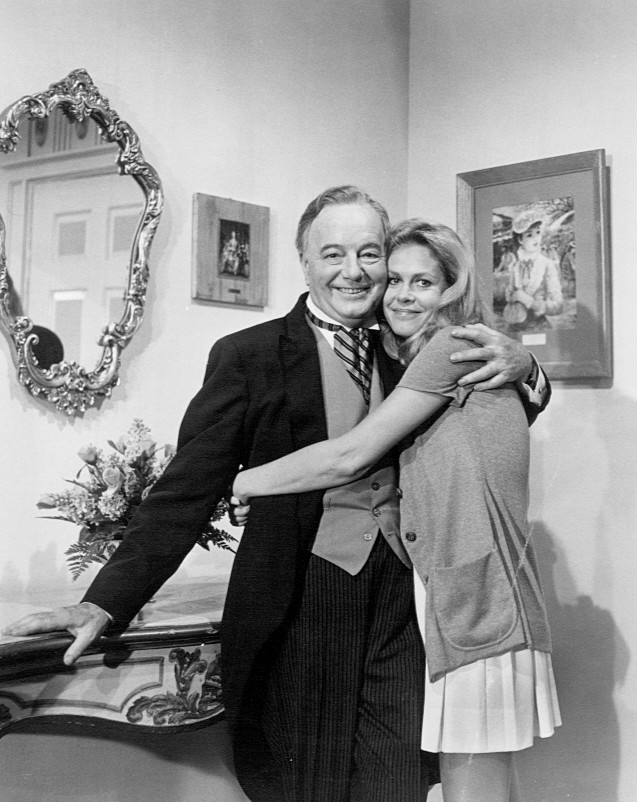
Maurice Evans nel ruolo del padre di Samantha insieme ad Elizabeth Montgomery (1971)

A partire dai titoli di coda della sesta stagione (1969-1970), oltre alla sostituzione di York da parte di Sargent, il nome di Elizabeth Montgomery viene inserito prima ancora del titolo della serie e anche il nome di David White viene finalmente accreditato nella sigla, dopo quello di Agnes Moorehead. Nel corso di quell'anno, lo show subì un calo significativo di ascolti, passando dall'11º al 24º posto. A metà del 1970, il set della casa degli Stephens fu ricostruito a causa di un incendio. A giugno, il cast e la troupe si recarono a Salem, Magnolia e Gloucester, in Massachusetts, per filmare un arco narrativo in otto parti in cui Samantha, Darrin ed Endora si recano a Salem per la centenaria Convocazione delle streghe. Queste riprese hanno segnato le uniche volte in cui lo show venne filmato lontano dai suoi set di studio di Hollywood. La settima stagione è stata rappresentata per la prima volta con gli otto episodi cosiddetti della "Salem Saga". Il 15 giugno 2005, TV Land ha presentato una statua di Samantha a Salem per celebrare il 40º anniversario dello spettacolo. All'epoca c'erano solo tre attori sopravvissuti dello show, Bernard Fox (Dr. Bombay), Erin Murphy (Tabatha) e Kasey Rogers (Louise Tate), oltre al produttore/regista William Asher.
Questi episodi on-location contribuirono a far abbassare le valutazioni dello show, ma dopo gli episodi di Salem il pubblico è nuovamente diminuito. Gli script di vecchi episodi sono stati riciclati frequentemente. Le valutazioni dell'anno per Vita da strega erano diminuite e lo show non era nemmeno nella lista dei primi trenta programmi. La ABC ha spostato l'ora di trasmissione di Vita da strega dal giovedì alle 20:30 al mercoledì alle 20:00 all'inizio dell'ottava stagione. Il cambio di orario non ha aiutato le valutazioni in quanto lo show si è ritrovato a doversi scontrare con il popolare The Carol Burnett Show della CBS. In questa stagione sono stati usati meno personaggi ricorrenti, con i Kravitz, i genitori di Darrin e lo zio Arthur che non apparvero affatto. Le riprese si conclusero nel dicembre 1971 e nel gennaio 1972 lo show venne spostato al sabato sera alle 20:00, scontrandosi con lo show numero uno della televisione, Arcibaldo, perdendo e terminando al 72º posto.

### Cancellazione e conseguenze
Nonostante il basso gradimento, Vita da strega aveva ancora un contratto per altre due stagioni sulla ABC. La rete era disposta a onorare quel contratto rinnovando la sitcom per una nona stagione. Tuttavia, a quel tempo, la Montgomery si era stancata della serie e voleva passare ad altri ruoli. Inoltre, lei e suo marito William Asher si erano separati e avrebbero divorziato nel 1974.
Come consolazione, Asher ha lanciato un'idea alla ABC per una sitcom interpretata da Paul Lynde. Il concetto era basato sulla play Howie, su un avvocato (interpretato da Lynde) la cui figlia sposa un fannullone di nome Howard, o "Howie". Il personaggio di Lynde lo disprezza, poiché non è interessato a guadagnare denaro o attività tradizionali. Howie fu sviluppato per la CBS nel 1962, in sostituzione di The Dick Van Dyke Show, ma quando quella serie fu salvata dalla cancellazione, i piani per Howie furono scartati. Nel creare una serie per Paul Lynde, Asher ha deciso di far risorgere il concetto di Howie per ABC e Screen Gems in sostituzione di Vita da strega l'anno successivo. Asher ha progettato il The Paul Lynde Show come la controparte della ABC di All In the Family della CBS; tuttavia, lo show mancava delle questioni controverse e di attualità sollevate da quella serie, a causa delle continue restrizioni della ABC sulle questioni sociali all'epoca. Ciò nonostante la riscrittura di Lynde del dialogo dello show nel tentativo di rendere la serie più vivace e comica. Quando il The Paul Lynde Show ha debuttato su ABC nell'autunno del 1972, ha ereditato la fascia oraria che occupa Vita da strega durante la stagione precedente, il mercoledì sera, di fronte alla prima metà del successo della Top 30 The Carol Burnett Show su CBS e alla Top 20 di Adam-12 su NBC. Di conseguenza, la serie ha ottenuto voti bassi e The Paul Lynde Show è stato cancellato dopo una sola stagione (26 episodi).
Per aiutare a rispettare il contratto della rete con Vita da strega, Asher e Harry Ackerman hanno creato un'altra sitcom della ABC per la stagione 1972-1973 dal titolo Temperatures Rising con James Whitmore e Cleavon Little, che, nel suo primo anno, non era solo in difficoltà con il suo formato ma anche con le valutazioni. A metà stagione, Asher è stato sostituito come produttore da Bruce Johnson e Duke Vincent. Nonostante le sfide, la serie ha concluso il suo primo anno al 29º posto delle serie più seguite ed è stata rinnovata per la stagione 1973-1974. Tuttavia, per migliorare le valutazioni, la ABC ha voluto apportare alcune modifiche. Quando The New Temperatures Rising Show debuttò nel settembre 1973, Whitmore fu sostituito da Paul Lynde e l'enfasi sulla commedia nera nello show divenne più importante. Di conseguenza, i rating per la serie sono scesi ben al di sotto dei livelli della stagione precedente. L'ultimo dei tredici episodi è andato in onda l'8 gennaio 1974. Il seguente martedì, 15 gennaio, la ABC ha trasmesso Happy Days al suo posto.
Quando il capo programmatore di Screen Gems, John Mitchell e il programmatore capo della ABC Barry Diller, hanno notato che The New Temperatures Rising Show stava fallendo, hanno contattato William Asher e gli hanno chiesto di tornare indietro e salvare la serie. Di conseguenza, lo spettacolo è stato resuscitato il 18 luglio 1974 dopo una pausa di sei mesi con il suo titolo originale Temperatures Rising. Nel cast a Lynde e Little si è aggiunta l'interprete di Vita da strega Alice Ghostley. Nonostante i cambiamenti nel cast e nel formato, il tentativo di resuscitare la serie non ha avuto successo e l'ABC l'ha definitivamente cancellato. L'ultimo episodio di Temperatures Rising andò in onda il 29 agosto 1974, che pose fine al contratto originale di William Asher con Vita da strega e con la ABC.

### Set e location
La casa usata come set per Vita da strega era una vera casa a Santa Monica (al numero 267 della 18th Street), precedentemente usata come set per i film I cavalloni (1959) e Gidget a Roma (1963). Nel 1964 la casa è stata adattata per diventare il set permanente di Vita da strega. Successivamente lo stesso set, quasi sostanzialmente inalterato, può essere visto nel film Jerryssimo! (1969) di Jerry Lewis. Il set è stato anche utilizzato più volte nelle serie televisive Gidget e Strega per amore, così come nel film televisivo La canzone di Brian (1971).
Il set è stato anche usato, come ambientazione per una sequenza di tag di apertura, per l'episodio finale della prima stagione di un'altra serie di proprietà della Screen Gems, I Monkees e in un episodio di The Fantastic Journey. La casa è stata la casa del dottor Bellows di Strega per amore, ed è stata vista in un episodio di Quell'uragano di papà. La casa degli Stephens è stata anche mostrata in uno spot natalizio di Fruit of the Loom ed è stata usata come casa d'infanzia di Clark Griswold in Un Natale esplosivo.
All'esterno dello studio della Columbia, la casa dei Kravitz era in fondo alla strada dall'esterno della casa degli Stephens. Entrambe le porte esterne delle case si aprivano su un ingresso non completato di diciotto metri per quindici piedi, mentre gli interni venivano girati in stadi sonori da studio altrove.  Dal 1964 al 1966 la casa dei Kravitz era la stessa usata per il The Donna Reed Show, a partire dagli episodi a colori della terza stagione del 1966, i set della casa Kravitz erano gli stessi di quelli che (anni dopo) avrebbero caratterizzato la casa de La famiglia Partridge. La produzione e le riprese di Vita da strega avevano luogo a Los Angeles e, sebbene sia indicata che l'ambientazione della serie sia New York, diversi episodi presentano viste esterne grandangolari del quartiere di Stephens che mostrano un paesaggio californiano con montagne in lontananza. Un altro esempio di continuità discutibile per quanto riguarda la posizione può essere visto nel sesto episodio della stagione 6, quando i genitori di Darrin tornano a casa dopo aver visitato il nuovo bambino e si vedono diverse grandi palme lungo la strada.

## Distribuzione

### Edizioni italiane
La serie arrivò in Italia per la prima volta sul Programma Nazionale nel 1967 con il titolo L'adorabile strega. Questo acquisto della Rai riguardava solo 13 episodi della prima stagione. Ne fu approntato il doppiaggio, ma questa prima versione italiana si poté ascoltare soltanto in quell'occasione e mai più.
Gli episodi, di 30 minuti, venivano trasmessi il lunedì alle 22:00, dopo il "rotocalco televisivo" Tv 7.
Nel 1979, la serie fu acquistata interamente da Telemontecarlo che procedette a un nuovo doppiaggio a cura della CVD. Anche Telemontecarlo doppiò solo una selezione di 20 episodi per le prime due stagioni, mentre le successive furono doppiate nella loro interezza. Il doppiaggio di Telemontecarlo è l'unico ora disponibile su qualsiasi rete televisiva e in DVD. Per gli episodi non doppiati da Telemontecarlo, l'edizione in DVD usa l'audio originale con sottotitoli in italiano. Tuttavia, i DVD presentano in originale con sottotitoli anche alcune puntate doppiate da Telemontecarlo e che regolarmente vengono trasmesse tutt'oggi in televisione. Dal 1982 la serie venne replicata da Italia 1, durante gli anni duemila è stata replicata per svariati anni anche sulle reti Mediaset (in particolare su Rete 4) e nel 2019 viene replicata per l'ennesima volta sul canale del digitale terrestre Paramount Channel, appartenente al gruppo Viacom.
Come molte altre serie televisive dello stesso periodo, anche questa conteneva nella versione originale le risate registrate. Nel doppiaggio italiano di queste risate non vi è traccia, tranne che in qualche piccola scena in alcuni episodi dove le risate si sentono per 2-3 secondi come ad esempio in "Scacco al mulo", "Samantha al pianoforte" o "Samantha è ammalata". Nel doppiaggio francese Darrin viene chiamato Jean Pierre.

### Home video

#### DVD
| Stagione         | Data di uscita    | Numero di Dischi | Lingue                                         |
| ---------------- | ----------------- | ---------------- | ---------------------------------------------- |
| Prima stagione   | 15 settembre 2005 | 4                | Inglese; Italiano; Spagnolo                    |
| Seconda stagione | 22 novembre 2005  | 5                | Inglese; Italiano; Spagnolo                    |
| Terza stagione   | 7 marzo 2006      | 4                | Inglese; Italiano; Spagnolo                    |
| Quarta stagione  | 12 dicembre 2006  | 5                | Inglese; Italiano; Francese; Spagnolo; Tedesco |
| Quinta stagione  | 10 settembre 2007 | 4                | Inglese; Italiano; Francese; Spagnolo; Tedesco |
| Sesta stagione   | 21 aprile 2008    | 4                | Inglese; Italiano; Francese; Spagnolo; Tedesco |
| Settima stagione | 2 marzo 2009      | 4                | Inglese; Italiano; Francese; Spagnolo; Tedesco |
| Ottava stagione  | 3 novembre 2009   | 4                | Inglese; Italiano; Francese; Spagnolo; Tedesco |

## Accoglienza
Walter Metz attribuisce il successo della serie alla sua scrittura scattante, al fascino di Elizabeth Montgomery e al talento del suo grande cast di supporto. Lo spettacolo ha anche fatto uso di tecniche cinematografiche apprezzate per i loro effetti speciali. La colonna sonora era unica, in particolare per quanto riguardava il suono sintetizzato delle contrazioni del naso.
I primi episodi erano caratterizzati da una voce narrante che eseguiva "analisi sociologiche comiche" del ruolo di una strega nei sobborghi borghesi. Lo stile ricordava film di Hollywood come La bionda esplosiva (1957). In un'intervista audio del 1991 con lo storico del cinema Ronald Haver, Elizabeth Montgomery rivelò che suo padre Robert Montgomery era stato inizialmente contattato per narrare questi episodi, ma rifiutò. Invece, la narrazione è stata fatta dall'attore premio Oscar José Ferrer, che non venne neppure accreditato

## Impatto culturale

### Precursori
Secondo Harpie's Bizarre, (un sito web basato sul "witch magazine" della serie) del creatore Sol Saks, l'ispirazione per questa serie fu il film Ho sposato una strega (1942), sviluppato dal romanzo incompiuto di Thorne Smith The Passionate Witch, e sulla pièce teatrale di Broadway Bell, Book and Candle di John Van Druten, che è stata adattata nel film Una strega in paradiso del 1958.
In Ho sposato una strega, Wallace Wooley (Fredric March) è un discendente di persone che hanno ucciso streghe nei processi alle streghe di Salem. Come vendetta, una strega (Veronica Lake) prepara una pozione d'amore per lui ma finisce per consumare lei stessa la pozione e innamorarsi del suo nemico. Suo padre è contrario questa unione. Nel film Una strega in paradiso, la strega moderna Gillian Holroyd (Kim Novak) usa un incantesimo d'amore su Shep Henderson (James Stewart) per avere una semplice scappatella con lui ma sinceramente si innamora dell'uomo.
Entrambi i film erano proprietà della Columbia Pictures, che possedeva anche la Screen Gems, la società che produceva Vita da strega.

### Contesto culturale
Nel febbraio del 1964, la femminista Betty Friedan scrisse il saggio in due parti Television and the Feminine Mystique per TV Guide, in cui criticava il modo in cui le donne venivano ritratte in televisione. Ha riassunto la loro descrizione come casalinghe stupide, poco attraenti e insicure. Il loro tempo era diviso tra sognare l'amore e tramare vendetta sui loro mariti. Samantha non è stata raffigurata in questo modo ed Endora ha usato parole simili a Friedan per criticare la noiosa e faticosa vita di famiglia. Altri hanno analizzato il modo in cui la serie "recita [e] sovverte [e] un ricco bagaglio di stereotipi culturali e allusioni" riguardanti le streghe, i ruoli di genere, la pubblicità e il consumismo.
Nell'episodio Da Mario (27 maggio 1965), Samantha ed Endora cooperano nell'uso della loro stregoneria per difendere e promuovere un ristorante italiano di qualità. Si dilettano in un ruolo attivo e aggressivo nello spazio pubblico, aprendo nuovi orizzonti nella rappresentazione delle donne in televisione.

## Opere derivate

### Spin-off,sequeleremake

#### I Flintstones
L'episodio "Il ritorno alla natura" del 1965 de I Flintstones vede la partecipazione di Dick York ed Elizabeth Montgomery nei panni di Darrin e Samantha Stephens, che si sono appena trasferiti nel quartiere. Questo crossover è stato facilitato da entrambe le serie trasmesse sulla ABC.

#### Tabitha and Adam and the Clown Family
Un cartone animato realizzato nel 1972 dalla Hanna-Barbera Productions per il The ABC Saturday Superstar Movie, questo ha caratterizzato le versioni adolescenti di Tabitha e Adam in visita dalla loro zia e dalla sua famiglia che viaggiano con un circo.

#### Tabitha
Nel 1977, uno spin-off di breve durata intitolato Tabitha andò in onda sulla ABC. Lisa Hartman ha interpretato Tabitha, ora un'adulta che lavora con suo fratello Adam alla stazione televisiva KXLA (che non dovrebbe essere confusa con la vera KXLA a Los Angeles). C'erano diverse differenze di continuità con la serie originale. Adam e Tabitha erano entrambi invecchiati molto più dei cinque anni intercorsi tra le due serie, inoltre Adam era diventato il fratello maggiore di Tabitha, piuttosto che il suo fratello minore, come lo era in Vita da strega. Il personaggio di zia Minerva (Karen Morrow) dice di essere stata vicina a Tabitha fin dall'infanzia, sebbene non sia mai stata menzionata una volta nella serie originale. I genitori di Tabitha sono menzionati nella serie ma non appaiono mai. Tuttavia Bernard Fox, Sandra Gould, George Tobias e Dick Wilson hanno ripreso il loro ruolo di Dr. Bombay, Gladys Kravitz, Abner Kravitz e dei "vari ubriachi".

#### Strega per amore
La serie ha ispirato lo show rivale Strega per amore (1965-1970).

#### Film
Vita da strega ha ispirato un film del 2005 con Nicole Kidman e Will Ferrell. Il film, che parte dal tono orientato alla famiglia dello show, non è un remake ma una re-immaginazione della sitcom, con l'azione incentrata sull'arrogante, fallito attore hollywoodiano Jack Wyatt (Ferrell) a cui viene offerto un ritorno in carriera interpretando Darrin in un remake di Vita da strega. Il ruolo è subordinato al fatto che lui trovi la donna perfetta per interpretare Samantha. Sceglie una sconosciuta di nome Isabel Bigelow (Kidman), che è una vera strega. Il film è stato scritto, diretto e prodotto da Nora Ephron, ed è stato malamente accolto dalla maggior parte dei critici ed è stato una delusione finanziaria. Ha guadagnato $ 22 milioni in meno rispetto al costo di produzione nazionale. Tuttavia ha guadagnato altri $ 68 milioni a livello internazionale. Il New York Times ha definito il film "un disastro assoluto."

#### Remaketelevisivi
- All'inizio del 2007 in Argentina venne trasmesso un remake intitolato Hechizada ed interpretato da Florencia Peña nel ruolo di Samantha, Gustavo Garzón nel ruolo di suo marito, Eduardo, e Georgina Barbarrosa nel ruolo di Endora. Questo show ha adattato le sceneggiature originali a un contesto argentino, con umorismo locale e ambientazione contemporanea. Lo show venne cancellato dopo poche settimane a causa dei bassi ascolti.
- In Giappone la TBS, una stazione di punta del Japan News Network, ha prodotto un remake intitolato Okusama wa majo (奥さまは魔女, che significa "(Mia) moglie è una strega"), noto anche come Bewitched in Tokyo.[19] Undici episodi sono stati trasmessi sulle stazioni JNN il venerdì alle 22:00, dal 16 gennaio al 26 marzo 2004, ed un episodio speciale il 21 dicembre 2004. Il personaggio principale, Arisa Matsui, è stato interpretato da Ryōko Yonekura. Okusama wa majo è anche il titolo giapponese della serie americana originale.
- Nel 2002 in India la Sony Entertainment Television ha iniziato a trasmettere Meri Biwi Wonderful un adattamento locale di Vita da strega.
- Nel 2009 in Russia la TV3 ha trasmesso un remake intitolato "Моя любимая ведьма" ("My Favorite Witch"), interpretato da Anna Zdor nel ruolo di Nadia (Samantha), Ivan Grishanov, nel ruolo di Ivan (Darrin) e Marina Esepenko nel ruolo della madre di Nadia. La serie è molto simile all'originale, con la maggior parte degli episodi basati su quelli della serie originale. La sceneggiatrice e produttrice americana Norm Gunzenhauser ha supervisionato la sceneggiatura e la regia della serie.
- Nel 2008, nel Regno Unito, la BBC ha realizzato un episodio pilota di una versione inglese, con Sheridan Smith nei panni di Samantha, Tom Price nel ruolo di Darrin, e la veterana attrice Frances de la Tour nei panni di Endora.

#### Non realizzati
Nell'agosto del 2011 è stato riferito che la CBS ha ordinato una sceneggiatura scritta da Marc Lawrence per una serie reboot di Vita da strega.
Il 22 ottobre 2014, la Sony Pictures Television ha annunciato di aver venduto un pilota di Bewitched alla NBC come possibile ingresso per la stagione televisiva statunitense 2015-2016. Questo show si sarebbe concentrato sulla figlia di Tabitha, Daphne, una donna single che, pur avendo poteri magici come sua madre, sua nonna e la sua bisnonna, è determinata a non usarli per trovare un'anima gemella. La nuova versione della serie proposta, scritta da Abby Kohn e Marc Silverstein, era stata sul radar di diverse reti importanti, tra cui ABC, dopo che la Sony aveva iniziato a fare acquisti del progetto alle parti interessate.
Il 23 agosto 2018, la ABC ha annunciato di aver acquistato un episodio pilota per a single camera Bewitched remake da Kenya Barris, creatore di Black-ish. Questo è l'ultimo nuovo progetto di Barris per la rete prima che entri in vigore il suo contratto esclusivo con Netflix.

### Fumetti
La Dell Comics ha adattato la serie in una serie di fumetti nel 1964, disegnati da Henry Scarpelli.
Nel 1966, la serie venne adattata sotto forma di striscia in Lady Penelope, a partire dal numero 12 e fino alla fine del fumetto nel 1969.